# Yaichi Numata
Yaichi Numata (japanisch 沼田 弥一, Numata Yaichi; * 29. Juni 1951 in Fukushima) ist ein ehemaliger japanischer Radrennfahrer und nationaler Meister im Radsport.

## Sportliche Laufbahn
Numata war Teilnehmer der Olympischen Sommerspiele 1972 in München. Im Sprint schied er in der Vorrunde gegen Peter van Doorn aus den Niederlanden aus. Mit Yoshikazu Chō als Partner trat er auch im Tandemrennen an, beide schieden in den Vorläufen aus.